# Kłobuck (gemeente)
De gemeente Kłobuck is een stad- en landgemeente in het Poolse woiwodschap Silezië, in powiat Kłobucki.
De zetel van de gemeente is in Kłobuck.
Op 30 juni 2004 telde de gemeente 20 414 inwoners.

## Oppervlakte gegevens
In 2002 bedroeg de totale oppervlakte van gemeente Kłobuck 130,4 km², waarvan:
- agrarisch gebied: 64%
- bossen: 26%

De gemeente beslaat 14,67% van de totale oppervlakte van de powiat.

## Demografie
Stand op 30 juni 2004:
| Omschrijving                   | Totaal | Totaal | Vrouwen | Vrouwen | Mannen | Mannen |
| ------------------------------ | ------ | ------ | ------- | ------- | ------ | ------ |
| eenheid                        | aantal | %      | aantal  | %       | aantal | %      |
| inwoners                       | 20 414 | 100    | 10 489  | 51,4    | 9925   | 48,6   |
| bevolkingsdichtheid (inw./km²) | 156,5  | 156,5  | 80,4    | 80,4    | 76,1   | 76,1   |

In 2002 bedroeg het gemiddelde inkomen per inwoner 1206,85 zł.

## Administratieve plaatsen (sołectwo)
Biała, Borowianka, Gruszewnia, Kamyk, Kopiec, Lgota, Libidza, Łobodno, Nowa Wieś, Rybno.

## Aangrenzende gemeenten
Częstochowa, Miedźno, Mykanów, Opatów, Wręczyca Wielka